# Seol Young-woo
Ne doit pas être confondu avec Seo Young-woo.
Seol Young-woo (en coréen : 설영우), né le 5 décembre 1998 à Ulsan en Corée du Sud, est un footballeur international sud-coréen évoluant au poste d'arrière droit à l'Étoile rouge de Belgrade.

## Biographie

### En club
Né à Ulsan en Corée du Sud, Seol Young-woo étudie notamment à l'Université d'Ulsan, avant de commencer sa carrière professionnelle avec l'Ulsan Hyundai. Il joue son premier match avec l'équipe première à l'occasion d'une rencontre de K League 1 face au FC Pohang Steelers, le 6 juin 2020. Il est titularisé au poste d'arrière gauche et son équipe l'emporte par quatre buts à zéro. 
Il participe à la finale de la Ligue des champions de l'AFC en 2020, qui a lieu le 19 décembre 2020 face au Persépolis FC. Il entre en jeu lors de ce match remporté par son équipe par deux buts à un. Le Ulsan Hyundai remporte le deuxième titre de son histoire dans cette compétition.
Seol inscrit son premier but le 16 mai 2021, lors d'une rencontre de championnat face au Suwon Samsung Bluewings. Titularisé ce jour-là, il marque le but égalisateur qui permet à son équipe de remporter le point du match nul (1-1 score final).
Il est élu meilleur jeune joueur sud-coréen lors de l'année 2021.
Le 29 juin 2024, Seol Young-woo rejoint la Serbie afin de s'engager avec l'un des clubs les plus importants du pays, l'Étoile rouge de Belgrade. Il signe un contrat courant jusqu'en juin 2027,.

### En sélection
Seol Young-woo est retenu avec l'équipe olympique de Corée du Sud pour participer aux Jeux olympiques d'été de 2020, ayant lieu lors de l'été 2021. Il joue trois matchs en tant que titulaire durant cette compétition et son équipe est éliminée en quarts de finale par le Mexique.
Seol Young-woo honore sa première sélection avec l'équipe nationale de Corée du Sud le 20 juin 2023, lors d'un match amical contre le Salvador. Il est titularisé et les deux équipes se neutralisent (1-1 score final).

## Palmarès
Ulsan Hyundai
- Ligue des champions de l'AFC (1) :
  - Vainqueur : 2020.
- Championnat de Corée du Sud (2) :
  - Champion : 2022 et 2023.